# Vjačeslav Kuznecov
Vjačeslav Gennad'evič Kuznecov (in russo Вячеслав Геннадьевич Кузнецов?, trasl. angl. Vyacheslav Kuznetsov; Togliatti, 24 giugno 1989) è un ciclista su strada russo.
Professionista dal 2013, ha caratteristiche di corridore di classiche.

## Palmarès

### Strada
- 2010 (Itera-Katusha, una vittoria)

La Côte Picarde
- 2011 (Itera-Katusha, una vittoria)

Campionati russo, Corsa in linea Under-23
- 2012 (Itera-Katusha, due vittorie; Team Katusha, una vittoria)

La Roue Tourangelle
1ª tappa Ronde de l'Oise (Breuil-le-Sec > Montataire)
7ª tappa Tour de Bulgarie (Šumen > Dobrič)

#### Altri successi
- 2012 (Itera-Katusha)

3ª tappa Circuit des Ardennes (Sedan > Charleville-Mézières, cronosquadre)

## Piazzamenti

### Grandi Giri
- Giro d'Italia

2016: 123º
2017: 132º
2018: 105º
2019: ritirato (17ª tappa)
- Vuelta a España

2019: 138º

### Classiche monumento
- Milano-Sanremo

2019: 74º
- Giro delle Fiandre

2014: ritirato
2015: 33º
2016: ritirato
2018: 33º
2019: 79º
- Parigi-Roubaix

2013: 67º
2014: 57º
2015: 50º
2016: 67º

### Competizioni mondiali
- Campionati del mondo su strada

Geelong 2010 - In linea Under-23: 10º
Ponferrada 2014 - Cronosquadre: 13º
Richmond 2015 - Cronosquadre: 18º
Richmond 2015 - In linea Elite: 15º
Doha 2016 - Cronosquadre: 8º
Doha 2016 - In linea Elite: ritirato
Bergen 2017 - In linea Elite: 16º
Imola 2020 - In linea Elite: ritirato

### Competizioni europee
- Campionati europei

Herning 2017 - In linea Elite: 102º
Glasgow 2018 - In linea Elite: ritirato